# Frans Vervloet
Frans Vervloet (Mechelen, 20 gennaio 1795 – Venezia, 1872) è stato un pittore belga, ricordato soprattutto come paesaggista.

## Biografia
Suo padre, Frans Vervloet I, era anch'egli un pittore, professore all'Accademia di Mechelen; fu lui ad insegnare ai figli i rudimenti dell'arte. Nel 1822 il giovane compie un viaggio in Italia, risiedendo soprattutto a Roma ma visitando anche la Campania. A partire dal 1824, si stabilisce a Napoli, dove eserciterà la sua attività. Nel 1832 si reca a Venezia rimanendone affascinato; Venezia e Napoli resteranno per tutta la sua vita le città da lui più amate. Viaggia molto e ritrae nelle sue opere, oltre Venezia e Napoli, Palermo, Livorno, Costantinopoli, Gaeta, e diverse zone della Puglia. Nel 1861 si stabilisce definitivamente a Venezia dove morirà all'età di 77 anni.

## Opera
Vervloet è stato soprattutto un paesaggista, ma ha spesso rappresentato, oltre alle vedute, sagrestie, interni di chiese, monumenti. Il suo stile, che, riconoscibile fin dalla giovinezza, pone la prospettiva atmosferica al centro del dipinto, rendendola tenue attraverso la stesura di una delicata gamma cromatica, ebbe una notevole influenza sugli sviluppi della Scuola di Posillipo.

### Opere
- Museo Correale di Sorrento (NA) con l'opera Veduta della costa di Torre del Greco.
- Collezione privata,Venezia, Piazza San Marco, 1835, olio su tela, 78 x 58,5 cm
- Museo nazionale di San Martino di Napoli con le opere: La flotta napoletana e spagnola nella rada di Gaeta, (1849), Il largo del castello (1825), Il largo del castello con la laneterna (1825), San Martino dalla lanterna del molo (1825) e La collina del Vomero a Villa Lucia (1846), La cappella del tesoro nella chiesa della Certosa (1848).
- Villa Rosebery: “Veduta della Cattedrale di Palermo” (1840)
- Reggia di Caserta, Veduta di Gaeta in occasione della benedizione di Pio XI, Napoli 1850